# Јован Дивјак
Јован Дивјак (Београд, 11. март 1937 — Сарајево, 8. април 2021) био је официр Југословенске народне армије (ЈНА) и касније бригадни генерал Армије Републике Босне и Херцеговине (АРБиХ). Иако је пореклом Србин, национално се изјашњавао као Босанац.

## Биографија
Рођен је у Београду, где му је отац (пореклом из Босанске Крајине) радио као учитељ. Завршио је 12. класу Војне академије у Београду, курс за команданта батаљона, Командно-штабну академију и Ратну школу. Касније је такође завршио Штабну школу француске војске. Предавао је на војној школи у Сарајеву. Рат га је затекао на дужности официра у штабу Територијалне одбране Босне и Херцеговине (ТО БиХ). Војни суд га је 1991. осудио на 9 месеци затвора због неовлашћеног издавања оружја ТО, односно продаје оружја за личну корист (који ће ускоро прерасти у Хрватско вијеће одбране) у Кисељаку. Казну је избегао тако што је дезертирао из ЈНА и придружио се АРБиХ.
Дивјак је 1991. године за оружје Територијалне одбране СР БиХ, које је било на чувању у касарнама ЈНА, неовлаштено дао налог да се испоручи ТО Кисељак и због тога га је Војни суд у Сарајеву осудио на осам или девет мјесеци затвора.— Петар Симовић, потпуковник Службе безбједности Друге војне области ЈНА у Сарајеву
Постао је бригадни генерал и помоћник начелника ГШ Армије Републике Босне и Херцеговине. Оштро се супротстављао исламизацији АРБиХ и злочинима над Србима и у том циљу је у два писма (једно од маја 1992. и друго од маја 1993) молио Алију Изетбеговића да заштити Србе. Покушао је да спречи масакр у Добровољачкој улици.
Када се 1998. сазнало за јаму Казане у коју су припадници 10. брдске бригаде АРБиХ бацали убијене сарајевске Србе, из протеста је вратио свој чин бригадног генерала.
За њега је везана једна анегдота: када је 1992. обилазио линије које су држале јединице АРБиХ, један припадник АРБиХ не знајући да је Дивјак пореклом Србин рекао му је: „Пуковниче, немате шта да бринете, овдје српска нога крочити неће”.
Дивјак је 25. априла 2010. признао да је у Добровољачкој улици 1992. извршен злочин.

## Хапшење
Јован Дивјак је ухапшен 3. марта 2011. на аеродрому у Бечу на основу Интерполове потернице коју је расписала Србија. Потерница за 19 лица која су одговорна за масакр у Добровољачкој улици, а између осталих и Јована Дивјака је расписана 1992. године. Дивјаку је 4. марта 2011. суд у аустријском граду Корнбургу одредио екстрадициони притвор у трајању од 14 дана. Дивјак је пуштен из затвора 8. марта 2011. са условом останка у Аустрији и уз кауцију од 500.000 евра.
Суд у аустријском граду Корнојбургу је 29. јула 2011. одбио захтјев Србије за изручење након чега је Дивјак истог дана отпутовао за Сарајево. Као разлог одбијања захтјева Србије за изручење, аустријски суд је образложио да се „не би могло очекивати поштено суђење у Београду”. Одлука аустријског суда је наишла на многе критике у Српској и у Србији.

## Смрт
Преминуо је 8. априла 2021. у Сарајеву.